# The International Records Management Trust
The International Records Management Trust (Международный траст управления документами) — британская благотворительная организация, основанная в 1989 году доктором Энн Терстон для разработки новых стратегий для управления документами и информацией. Направления деятельности организации: предоставление консультационных услуг, обучение и образование и научные исследования по управлению документами во всём мире. Организация ставит целями своей работы защиту гражданских прав и прав человека, снижение уровня бедности, контроль за коррупцией, укрепление демократии, развитие экономических и социальных реформ, улучшение обслуживания граждан, и демонстрации подотчетности и прозрачности. 
Штаб-квартира организации находится в Лондоне. ИРМТ управляется Советом попечителей. В организации работают около 60 человек из государственных и частных компаний и из высших учебных заведений.

## Исследования
Исследования и программа развития ИРМТ имеют целью переход к управлению документами и информацией в электронной рабочей среде. Результаты исследования доступны на международном уровне на сайте организации и используются в качестве основы для разработки программ обучения и подготовки кадров. Траст также поддерживает правительства разных стран в их практическом применении. Исследования направлены на проблемы, связанные с переходом на электронное делопроизводство и создание нормативной базы, необходимой для обеспечения гражданам нужной им информации в любое время и в любом месте. Последние исследования связаны с повышением эффективности государственного управления в электронной среде, управлением документами в контексте формирования электронного правительства.

## Консультационные услуги
ИРМТ работает с местными политиками, заинтересованными сторонами и специалистами-документоведами для разработки и реализации устойчивой правовой и регуляторной отчетности и информационных структур управления, правил, системы, процедуры и удобства, в бумажном или электронном варианте, как на высшем государственном или местном уровне или по определенным задачам. В основном, это информация из проектов, которые каким-либо образом затрагивают гражданские права, льготы и социальное обеспечение, например, проекты, которые способствуют подотчетности властей и мерам по борьбе с коррупцией, на укрепление документов, относящиеся к управлению землями, финансами, людскими ресурсами, или относительно судебных процессов. Проекты были успешно реализованы в более чем 30 странах, включая, например, Бангладеш, Сьерра-Леоне и Белиз.

## Образование
Двt основные инициативы ИРМТ в этой области  - это программа управления государственным делопроизводством (MPSR) и программа обучения электронному делопроизводству. Они были подготовлены с целью оказания поддержки странам, где профессиональные образовательные инструменты в области управления документами и информацией трудно получить. Все такие материалы публикуются в международном масштабе, бесплатно на бумажном носителе и на сайте организации.

## Финансы и партнёры
Фонд финансируется в основном через национальные и международные агентства по развитию, в том числе американским и британским,  Всемирным банком и Программой развития ООН. Партнёрами организации являются Международный совет архивов и ARMA International.